# 建国科技大学
建国科技大学（けんこくかぎだいがく、Chien Kuo University）は、台湾（中華民国）、彰化県彰化市にある科技大学である。

## 歴史
| 年     | 月日 | 事項                           |
| ------ | ---- | ------------------------------ |
| 1965年 | 10月 | 「建国商業専科学校」として開校 |
| 1974年 | -    | 「建国工業専科学校」と改称     |
| 1992年 | -    | 「建国工商専科学校」と改称     |
| 1999年 | 8月  | 「建国技術学院」と改称         |
| 2004年 | 8月  | 「建国科技大学」と改称         |